# Cofetărie

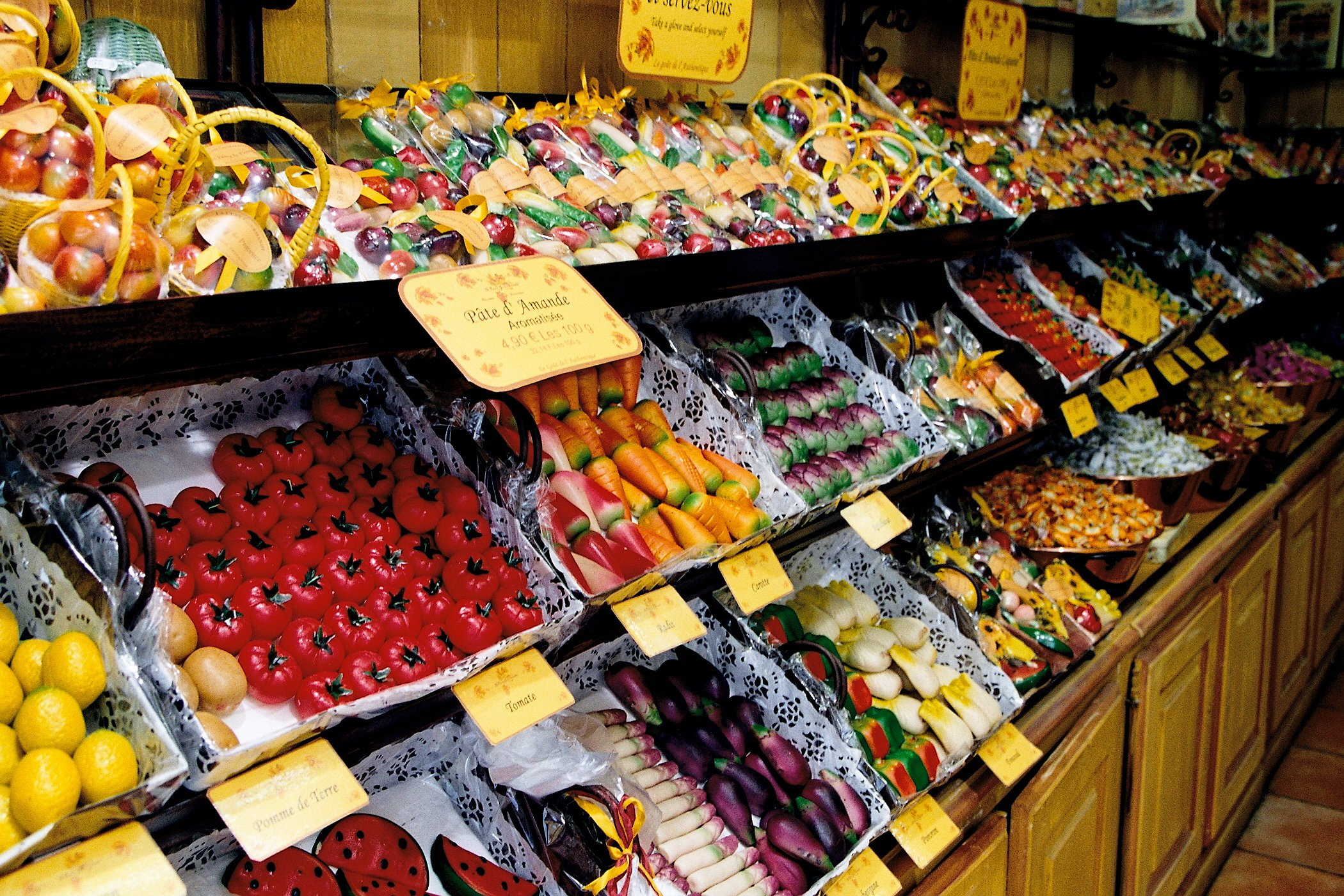
Un aranjament cu produse de cofetărie

Cofetăria este un local în care se fabrică, se consumă și se vând dulciuri (prăjituri, bomboane, înghețată etc). Persoana care lucrează în cofetărie se numește cofetar.
În mare parte, produsele unei cofetării au ca ingredient principal zahărul. Însă, procedeele moderne de fabricație a produselor din cofetării poate conține și îndulcitori, zaharuri artificiale sau coloranți alimentari. Cuvintele „bomboană” (America de Nord), „dulciuri” (Marea Britanie și Irlanda) și „acadea” (Australia și Noua Zeelandă) sunt folosite pentru a desemna o mare varietate de produse de cofetărie.
În general, produsele dulci sunt oarecum scăzute în micronutrienți, dar bogate în calorii. În trecut, s-a inventat un anumit tip de ciocolată, specială pentru militari, astfel încât aceasta să furnizeze o sursă mare de energie alimentară.

## Produse

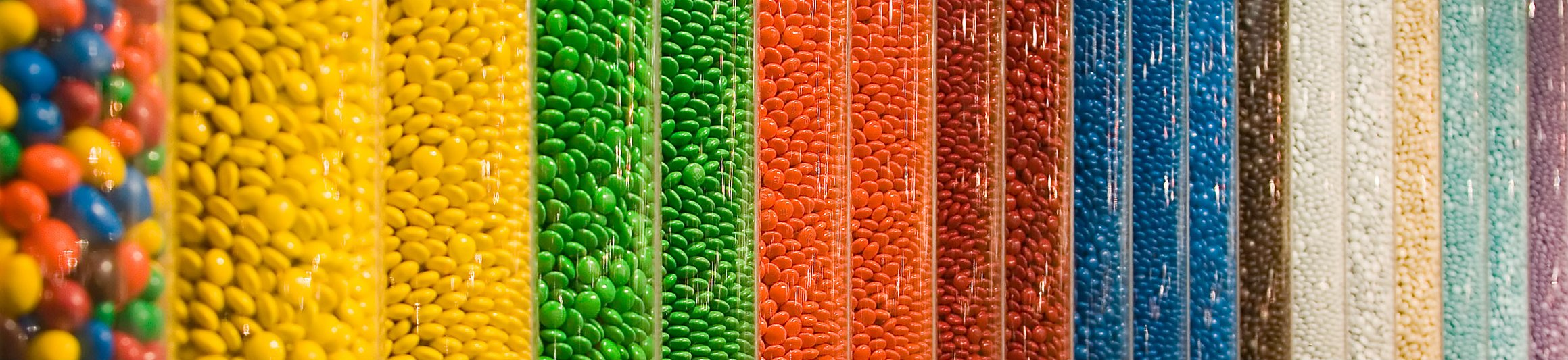
Borcane cu bomboane

Produsele unei cofetării includ dulciuri, acadele, bomboane, ciocolată și alte alimente cu gust dulce. Cu toate acestea, produse ca prăjituri, biscuiți sau budinci nu constituie, de exemplu, în Anglia, produsele unei cofetării. Vorbitorii de limbă engleză nu se referă la produsele ce se consumă cu ajutorul tacâmurilor când fac referire la produsele unei cofetării. În schimb, în România și în alte țări, aceste produse se găsesc adesea în cofetării.
În lucrarea sa Condica limbii românești apărută pe la 1830-1840, boierul muntean Iordache Golescu făcea următoarea descriere a produselor de cofetărie:
Cofeturi și condite, zaharicale, dulcețuri, zimaricale, plăcinte, pogace, baclavale, marțapale, mezelicuri, mezele, poame și alte asemenea se zic la acelea ce se pun la masă în urma bucatelor, însă cofeturi și condite, zaharicale și dulcețuri se zic la acelea ce se fac din zahăr, din miere, din care conditele se aseamănă ca și când ar avea zahăr înghețat asupra, ca și când ar fi de cristal; zimaricale, plăcinte, baclavale și marțapale se zic la acelea ce se fac cu făină, cu unt, cu lapte, cu brânză, cu carne și cu zahăr; pogace se zic acelea ce se fac numai cu unt și făină, fără carne, adică plăcintă fără carne; mezelicuri și mezele se zic uscăturile, sărăturile și altele asemenea, cum ghiudem, pastramă, cașcaval, migdale, năut și zaharicale ce se pun la masă pe la sfârșitul bucatelor și poame cele ce se mănâncă necoapte, nefierte la foc, cum mere, pere, prune, struguri.

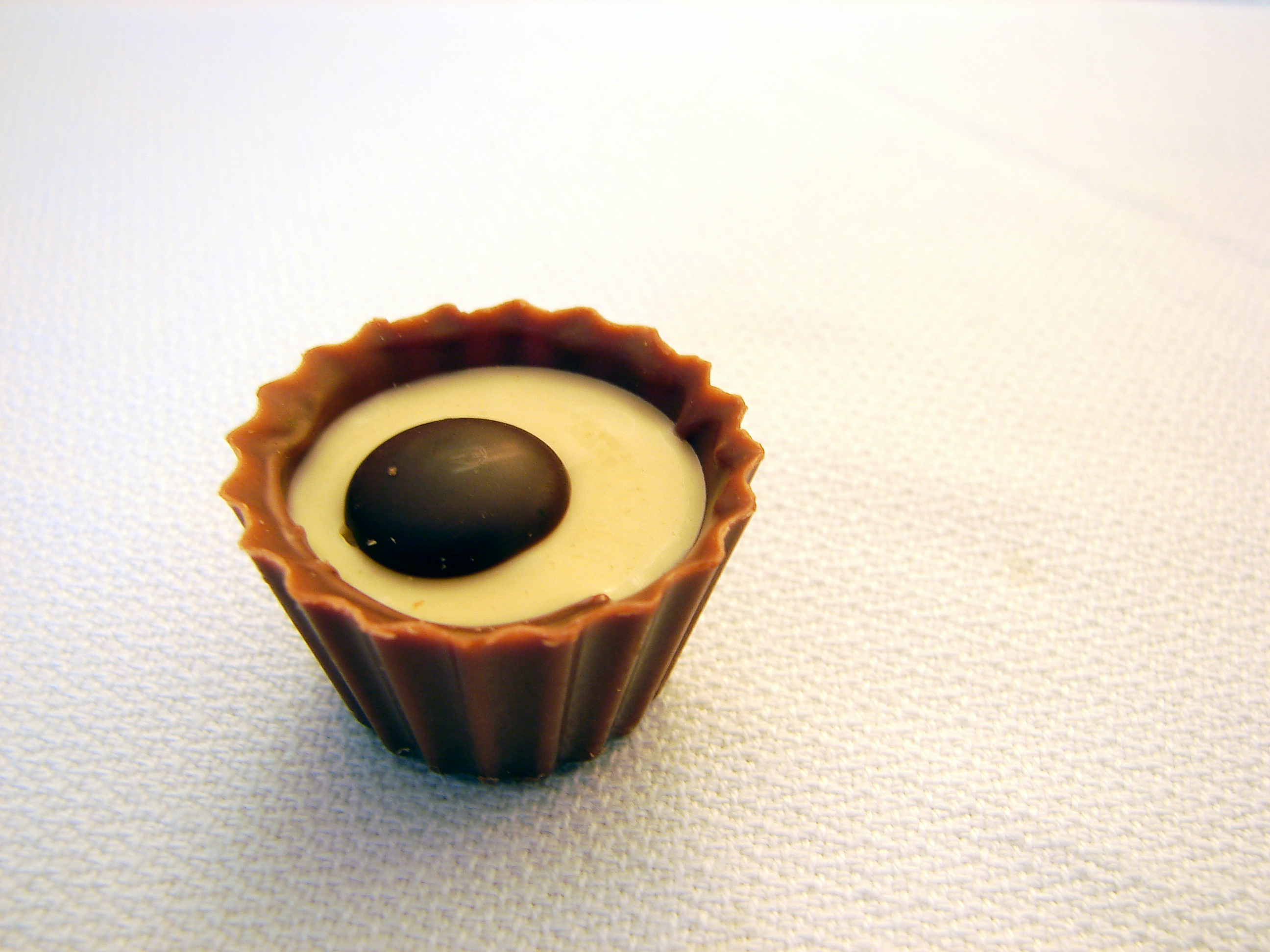
O tartă de ciocolată

Unele dintre categoriile și tipurile de produse de cofetărie includ următoarele:
- Înghețată
- Dulciuri tari
- Fondante
- Caramele
- Dulciuri cu lichior
- Ciocolată: produs dulce făcut din pudră de cacao. Persoanele specializate în a face deserturi din ciocolată sunt numite „ciocolatieri”.
- Bomboane din jeleu
- Marțipan: produs zaharos obținut dintr-un amestec de zahăr și miez de migdale
- Turtă dulce
- Rahat
- Gumă de mestecat: dulciuri făcute numai pentru mestecat, și nu pentru înghițit.
- Drajeuri: bomboane realizate dintr-o migdală, o alună, o cremă etc., acoperite cu o glazură de ciocolată sau zahăr.

## Riscuri
Consumul excesiv de produse de cofetărie a fost asociată cu creșterea incidenței de diabet de tip 2 zaharat, obezității și a cariilor dentare.
Unele dulciuri conțin urme de nuci și prezintă riscuri pentru persoanele alergice la acest tip de aliment, în timp ce altele conțin materii lactate (trebuie evitate de persoanele care nu tolerează lactoza).